# سید علی صالحی

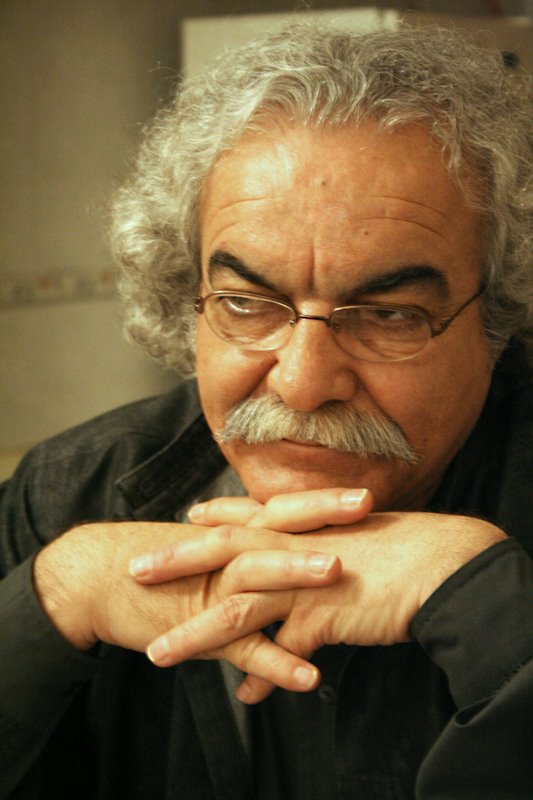

سیّد علی صالحی (زادهٔ ۱ فروردین۱۳۳۴) شاعر و نویسندهٔ ایرانی است. وی یکی از شاعران بختیاری و یکی از پایه‌گذاران جریان شعر ناب و بنیانگذار جریان شعر گفتار  در شعر دهه هفتاد در ایران است. وی همچنین یکی از دبیران اصلی کانون نویسندگان ایران بود. صالحی از چهره‌های مطرح و شناخته شده در شعر معاصر فارسی می‌باشد.
در سال ۱۳۵۸ در فیلمی به نام خونبارش به کارگردانی امیر قویدل نقش آفرینی کرده است، که در سال ۱۳۵۹ اکران شده است.

## زندگی

### آغاز زندگی
سیدعلی صالحی در ۱ فروردین ۱۳۳۴ در روستای مَرغاب از توابع ایذه بختیاری در استان خوزستان در خانواده‌ای کشاورز به دنیا آمد. پدر او کشاورز، شاعر و شاهنامه خوان بود؛ و در سال ۱۳۴۰  به‌دلیل شیوع حصبه در مرغاب همراه با خانواده به مسجد سلیمان اقامت کرده و در سال ۱۳۴۷ در همان شهر وارد دبیرستان شد. در سال ۱۳۵۳ به دلایل تنبیه و تهدید از سوی مدرسه و مقامات ترک تحصیل کرد و یک سال بعد باز به مدرسه بازگشت و دیپلم ریاضی گرفت.
اولین شعرهای او در سال ۱۳۵۰ به اهتمام ابوالقاسم حالت در مجله محلی شرکت نفت مسجدسلیمان چاپ شد. او در سال ۱۳۶۰ قصه‌گوی کودکان در مهدکودک لیلی شد که توسط پرویز رجبی و همسرش اداره می‌شد. او خود را و سرنوشت خود را مدیون این دو می‌داند و می‌گوید پاییز سال ۱۳۶۰ خورشیدی بود که آنجا کنار عزیزانم آرام گرفتم از جهان و اضطراب آن. حتی پدر و مادر و بستگانم نیز نمی‌دانستند من کجای این زندگی مفقود شده‌ام.

### جریان موج ناب
سال ۱۳۵۳ تا ۱۳۵۴ صالحی همراه چند نفر از شاعران هم‌نسل خود جریان «موج ناب» را در شعر سپید پی‌ریزی می‌کند. منوچهر آتشی و نصرت رحمانی در تهران از این جریان پیشرو حمایت می‌کنند.
در سال ۱۳۵۶ به عنوان برندهٔ جایزهٔ فروغ فرخزاد در شعر اعلام می‌شود.
در سال ۱۳۵۷ صالحی از گروه «موج ناب» فاصله می‌گیرد. او در این باره گفته‌است: «حس می‌کردم همه ما شاعران موج ناب داریم شبیه هم می‌شویم…»

### رفتن به دانشگاه
وی در اردیبهشت سال ۱۳۵۸ برای اقامت دایم به تهران می‌رود و در پاییز ۱۳۵۸ در کنکور رشتهٔ ادبیات دانشکده هنرهای دراماتیک قبول می‌شود. در همین زمان با حمایت اسماعیل خویی، غلامحسین ساعدی، نسیم خاکسار و عظیم خلیلی به عضویت کانون نویسندگان ایران درمی‌آید و در مطبوعات آزاد مشغول به کار می‌شود.
وی در جریان انقلاب فرهنگی زخمی می‌شود و سپس در مسجد سلیمان محاکمه شده و مورد کیفر قرار می‌گیرد.

### جریان شعر گفتار
در سال ۱۳۶۳ با نقض تقطیع سنتی و سطربندی کلاسیک در شعر سپید، پیشنهاد «تقطیع هموار و مدرن» را مطرح کرد. سرانجام موفق می‌شود این روش تقطیع را همه گیر کند که تا امروز مورد قبول است.
یک سال بعد «جنبش شعر گفتار» را با ساده کردن زبان شعر معرفی می‌کند که با آغاز دهه هفتاد به جریانی مقبول در شعر فارسی تبدیل شد. وی در این باره گفته‌است: «ریشه شعر گفتار به گات‌های اوستا بازمی‌گردد. معمار نخست آن حافظ است و نیما و شاملو هم چند شعر نزدیک به این حوزه سروده‌اند. اما فروغ دقیقاً یک شاعر کامل در «شعر گفتار» است. من تنها برای این حرکت «عنوانی دُرُست» یافتم و سپس در مقام تئوریسینِ مؤلف، مبانی تئوریک آن را کشف و ارائه کردم. همین!»

### دهه هفتاد و بعد
صالحی از ۱۳۶۹ تا ۱۳۷۹ دبیر سرویس ادبی و صفحه شعر مجله «دنیای سخن» بود و در سال ۱۳۷۹ کارگاه شعر دنیای سخن (در مجله و دفتر دنیای سخن) را با استقبال مناسبی راه‌اندازی کرد.
از همین دوره ترجمهٔ شعر صالحی به زبان‌های فرانسه، عربی، آلمانی، انگلیسی، ارمنی، روسی و کردی به صورت پراکنده در مطبوعات چاپ گردید و دو دفتر شعر از وی در کردستان عراق (به زبان کردی) منتشر شد.
وی در سال ۱۳۷۸ برای فعالیت مجدد به کانون نویسندگان ایران بازگشت و دو سال بعد از سوی مجمع عمومی به عنوان یکی از دبیران اصلی کانون نویسندگان ایران انتخاب شد.
صالحی در سال ۱۳۸۲ به عنوان سردبیر، یک شماره مجله «معیار ادبی» را منتشر کرد که متعاقباً ممنوع المصاحبه و از ادامه کار در مجله محروم گردید.
به گفته علیرضا مؤمنی مدیر و دبیر آثار صالحی در سال ۱۴۰۱ دو کتاب ایشان با عنوان در غیاب سیمرغ، انتشارات ققنوس و ذکر لیلی در غمنامهٔ قیس، انتشارات چشمه با سانسور همه‌جانبه روبه‌رو شد.
واکنش سیدعلی صالحی به این سانسورها نامه‌ای سرگشاده به وزیر وقت ارشاد بود.
وزیرِ وقتِ ارشاد: «میزان آزادی بیان در ایران، قابل مقایسه با جاهای دیگر نیست.»
اواخر اسفند ۱۴۰۱- رسانه‌ها
حقیقتاً میزان این آزادی را در پرتو کدام چراغ مظنه کنیم؟ پچپچه‌های پشتِ پنجره، آن هم در ذهن و نه بر زبان، همان آزادی بیان(!)است. عدل ترازو شکسته و آزادی بیان به امری هراس‌آور تبدیل شده‌است. لیستِ کتاب‌هایی که مدفون شده… اعلام کنید تا به صحتِ سخن من پی ببرید، یکی و دوتا نیست…! به دو خوشه از این خرمن برباد داده اشاره می‌کنم:
1. درغیابِ سیمرغ- نشر ققنوس
2. ذکر لیلی در غمنامهٔ قیس- نشر چشمه

از صفحهٔ نخست تا آخرین عبارت این دو دفتر، عیناً طرحِ اصلاح با تبر را اعمال کرده‌اند. این تیم، در دایرهٔ بررسی کتاب، شعرهای مرا با «مین» اشتباه گرفته‌اند. پاکسازیِ میدانی آن هم در جهانِ معنا - با چنین وسعتی- یعنی اعلامِ مرگ واژه! حذف و هجومی از این دست… نشان می‌دهد که باید «ناامید» شد!؟ غیرممکن است. من این اجحافِ ظالمانه را نمی‌پذیرم… خاصه در جهانی که میزان آزادی بیان و مقایسه و جاهای دیگر…!
این میزان و این بیان و این به بی‌کجا کشاندنِ خلاقیت، آن هم روز روشن… چه ربطی به رؤیای آزادی دارد!؟ نه توزین، نه ترازو، نه تعادل، و نه عدالت… کجا رعایت شده‌است که باور کنیم به آزادی راه داده‌اید!؟ توقیف (مثلاً اصلاح) شعر، آن هم به شیوهٔ تبر، تنها به تاریکی دامن می‌زند.
چنین چراغ‌شکنی تنها ظلمات را زره‌پوش می‌کند. این سِگرمهٔ مسموم… نه سانسور، که ستم غیرقابل کتمان است. خواب دیده‌ام بچه‌یوز، این پیادهٔ پیروز راه افتاده، دارد رو به جنگل‌های شمال می‌رود.
سال ۱۴۰۰ تا ۱۴۰۲
به گفته علیرضا مومنی ، مدیر و دبیر آثار سیدعلی صالحی در کانال رسمی تلگرام اعلام کرد از سال ۱۴۰۰ تا ۱۴۰۲ بیش از چهار دفتر شعر سیدعلی صالحی مجوز نشر نگرفت و با واکنش تند سیدعلی صالحی رو به رو شد. یکی از این دفاتر کتاب بازسرایی عهد عتیق که شامل چهار هزار صفحه شعر می‌باشد. این کتاب حاصل ۱۵ سال کار و زحمت شاعر است. در ادامه نامه اعتراضی سیدعلی صالحی به این اتفاق را می‌خوانیم:
چرا مجوز نمی‌دهید…!؟
وقتی که روشنایی را مجوز نمی‌دهید، تاریکی بر طلوعِ نکبت… به تاخت می‌آید. امروز هم می‌گذرد، اما تاریخ با اَخمی شَداد…شما را خواهد نگریست. حق‌کُشی در کلمه، ذبحِ حرمتِ قلم است! در دوایرِ ممیزی، مردی هست از خود سؤال کند آفرینشِ چهار هزار صفحه شعر (اینجا بازسرایی) چه زحمتی بر صاحبِ قلم روا داشته است!؟ دوایرِ بررسی کُتب در وزارت ارشاد کتاب «عهد عتیق» مرا در محبسِ بی‌پاسخی… پیر کرده است. او که این مکتوبه را به مقصد رسانده، عُمر و چشم و چراغ و حیات بر سر آن گذاشته است.
«ساختن» سخت است، اما نفی و انکار و تاخیر و خشونت با زبانِ سکوت، نیاز به زحمت و خرج اندیشه ندارد. اگر «اندیشه» می‌گوید: «عهد عتیق» را به سرداب، خاموش کنید، یقیناً ضد اندیشه است. پانزده سال کار و کلمه و پیگیریِ پندار و خلاقیت را به خاموشخانه خوانده و پاسخ نمی‌دهید. چرا…!؟ بازسراییِ کتاب مقدس با تریج هیچ قبایی و قامتی… کاری نیست. این چه لجاجتی است که رخصت به انتشار نمی‌دهید!؟ ما را انتظار هیچ تشویقی نبوده است، لااقل تازیانه بر زخمِ تازه نتازانید. پیش از این و طی ایام ماضی سه دفتر شعر مرا از ملاقاتِ با مردم محروم کرده‌اید، و این چهارمین چراغ را چرا با سنگِ هول و حسادت…!؟ ماه‌های مدیدی است که «عهد عتیقِ» معاصر را محبوس و بلاتکلیف بازنهاده‌اید. شما حتی به نامهٔ آقای علیرضا رئیس دانا، ناشرِ این اثر و مدیر مؤسسه فرهنگی و انتشاراتی نگاه پاسخ نمی‌دهید. تکرار می‌کنم: اسم کتاب «عهد عتیق» است. پانزده سال پایِ وجدانِ واژه ایستادگی کردم؛ شبانه‌روز…! هزاران واژه و مشتقاتِ معنایی آن ، به وحدت رسیده‌اند، اما شما…
بهمن ماه سال ۱۴۰۲
آیین نکوداشت "استاد سیدعلی صالحی" و رونمایی از کتاب "لولی‌وش واژه‌ها" برگزار شد.
آیین نکوداشت "استاد سیدعلی صالحی" و رونمایی از کتاب "لولی وش واژه ها" روز جمعه ۲۷ بهمن در سالن فردوسی خانه اندیشمندان علوم انسانی برگزار شد.
به گزارش علیرضا مومنی، بزرگداشت "استاد سیدعلی صالحی" و رونمایی از کتاب "لولی‌وش واژه‌ها" به همت نشر چشمه و با همکاری خانه اندیشمندان علوم انسانی، روز جمعه ۲۷ بهمن ۱۴۰۲ در سالن فردوسی خانه اندیشمندان علوم انسانی برگزار شد.
https://ihht.ir/c/180

## آثار و فعالیت‌ها

### دفترهای شعر منتشر شده سید علی صالحی

#### مجموعه اشعار
۱- منظومه‌ها-انتشارات محیط -١٣٦١
۲- لیالی… لا-انتشارات تجریش-۱۳۶۲
۳-پیشگو و پیاده‌ی شطرنج-انتشارات محیط-۱۳۶۷
۴-مثلثات و اشراق‌ها-انتشارات محیط-۱۳۶۷
۵-نامه‌ها-انتشارات دارینوش-۱۳۷۳
۶-نشانی‌ها-انتشارات دارینوش-۱۳۷۴
۷-عاشق شدن در دی ماه، مُردن به وقت شهریور-انتشارات دارینوش-۱۳۷۵
۸-آسمانی‌ها-انتشارات تهران-۱۳۷۶
۹-رؤیای قاصدک غمگینی که از جنوب آمده بود-انتشارات تهران-۱۳۷۶
۱۰-سفر بخیر مسافر غمگین پنجاه و هشت-انتشارات محیط-۱۳۷۶
۱۱-آخرین عاشقانه‌های ری‌را-انتشارات تهران-۱۳۷۸
۱۲-ساده بودم، تو نبودی، باران بود-انتشارات دارینوش-۱۳۸۰
۱۳-دیر آمدی ری را-انتشارات دارینوش-۱۳۸۰
۱۴-دعای زنی در راه که تنها می‌رفت-انتشارات ابتکار نو-۱۳۸۰
۱۵-دریغا مُلا عمر-انتشارات آرویج-۱۳۸۰
۱۶-چیدن محبوبه‌های شب-انتشارات ابتکار نو-۱۳۸۰
۱۷-از آوازهای کولیان اهوازی-انتشارات رامانیوش-۱۳۸۲
۱۸-یوماآنادا-انتشارات ناهید-۱۳۸۴
۱۹-سمفونی سپیده دم-انتشارات نگاه-۱۳۸۶
۲۰-قمری غمخوار در شامگاه خزانی-انتشارات نگاه-۱۳۸۶
۲۱-زیارت نامهٔ مرغ سحر و همخوانی دختران خرداد ماه-انتشارات چشمه-۱۳۹۰
۲۲-رد پای برف تا بلوغ کامل گل سرخ-انتشارات نگاه-۱۳۹۰
۲۳-عاشقانه‌های بعد از گرگ-انتشارات مروارید-۱۳۹۱
۲۴-اشاره به دریا پیش از زوال بزرگ-انتشارات چشمه-۱۳۹۱
۲۵-چند رؤیا مانده تا طلوع رنگین کمان-انتشارات زاوش-۱۳۹۱
۲۶-زندگی کن بگذار دیگران هم زندگی کنند-انتشارات نگاه-۱۳۹۲
۲۷-ما نباید بمیریم، رؤیاها بی مادر می‌شوند-انتشارات نگاه-۱۳۹۲
۲۸-نگران نباش همه چیز درست خواهد شد-انتشارات نگاه-۱۳۹۲
۲۹-پنهانی چند شعر عاشقانه برای دو سه نفر-انتشارات نگاه-۱۳۹۳
۳۰-شبانه‌ها در غیاب احمد شاملو-انتشارات چشمه-۱۳۹۳
۳۱-انیس آخر همین هفته می‌آید-انتشارات نگاه-۱۳۹۳
۳۲-نثار نامِ کوچکِ تو-انتشارات نگاه-۱۳۹۴
۳۳-آهوی الوداع به موسمِ زایمان آب-انتشارات نگاه-۱۳۹۴
۳۴-شازده کوچولو فال فروش میدان راه‌آهن-انتشارات نگاه-۱۳۹۴
۳۵-گل رُز در سفر به ستارهٔ شمالی-انتشارات نگاه-۱۳۹۴
۳۶-کتاب کوچک معصومیت و امید-انتشارات ثالث-۱۳۹۴
۳۷-پرده را کنار بزن در پایان عشق پیروز است-انتشارات نگاه-۱۳۹۴
۳۸-این شفا برسد به دست مجروح‌ترین رؤیاها-انتشارات نگاه-۱۳۹۴
۳۹-زن در سایه چهره‌اش را نشان می‌دهد-انتشارات نگاه-۱۳۹۴
۴۰-دعوت به دعای عهد زنان-انتشارات نگاه-۱۳۹۴
۴۱-دختر ویولن زن در کوچه‌های برفی آذر ماه- انتشارات چشمه-۱۳۹۵
۴۲-منشور شعر حکمت- انتشارات چشمه-۱۳۹۷
۴۳- گزارش به نازادگان- نشر هونار
۴۴- سرود روح بزرگ- انتشارات نگاه-۱۳۹۷
۴۵- راهِ دور (زندگی‌نامه‌ی سیدعلی صالحی) انتشارات چشمه-۱۳۹۹
۴۶- خط هفتم کیمیانویس- انتشارات چشمه- ۱۴۰۰
۴۷- به تو فکر می‌کنم- انتشارات تهران- ۱۴۰۰
۴۸- لولی‌وَشِ واژه‌ها- انتشارات چشمه- ۱۴۰۲

### گزینه‌های اشعار
- گزیده اشعار - ۱۳۸۳
- مجموعه اشعار (دفتر یکم)، تهران، انتشارات نگاه- ۱۳۸۴
- مجموعه اشعار (دفتر دوم، بازسرایی‌ها)، تهران، انتشارات نگاه -۱۳۸۹
- مجموعه اشعار (دفتر سوم)، تهران، انتشارات نگاه- ۱۳۹۴
- گزینه‌ی اشعار (دعوت دوباره به ادامه‌ی دریا)، به گزینش علیرضا مؤمنی، انتشارات مروارید- ۱۳۹۷

بر اساس گزارش ایسنا در سال نود و یک، گزیدهٔ اشعار سید علی صالحی به چاپ هفتم نیز رسیده‌است.

### تصحیح دیوان شاعران دیگر
- ققنوس در شب خاکستر (مجموعه اشعار سیدعمادالدین نسیمی، به همراه هفت گفتار پیرامون احوال و آثار او)- ۱۳۶۸

### رمان‌ها
- علو (٢ جلدی)، تهران، محیط، چاپ نخست: ١٣٧٦.

- چشم به راه بانو، تهران، دارینوش، چاپ نخست: ١٣٧٣؛ چاپ دوم: ۱۳۷۵.
- مرگ پلنگ، با نام مستعار خسرو نسیمی، تهران، اطلس، چاپ نخست: ۱۳۶۳؛ چاپ دوم: ١٣٧٠.

### کارگاه‌های شعر
صالحی در سال ۱۳۷۵ اولین کارگاه شعر خود را در تهران با عنوان کارگاه شعر معیار (در مجله معیار) تأسیس کرد. در سال ۱۳۷۹ صالحی مجدداً کارگاه شعر دنیای سخن (در مجله و دفتر دنیای سخن) را راه‌اندازی می‌کند که با استقبال خوبی روبرو می‌شود. این کارگاه تاکنون فعال است.

### آثار دربارهٔ صالحی
کتاب
- فرستاده شفانویسِ اردی‌بهشت - زنگی و شعر سید علی صالحی
- زندگی و شعر سیدعلی صالحی - فیض شریفی
- دکلمه خسرو شکیبایی از اشعار سید علی صالحی
- بیانیه‌ای برای باران (شعر و زندگی سیدعلی صالحی)- پژمان موسوی - نشر علم- ۱۳۹۴
- آئین صورتگری - سهراب طاووسی
- ارمغان دوست (زندگی و شعر سیدعلی صالحی) - ایرج زبردست
- راه دور (زندگینامه خودنوشت)-نشر چشمه-زمستان۱۳۹۹

فیلم
- فیلم مستند پرترهٔ سیدعلی صالحی با عنوان «پنج‌شنبه‌ها، پشت پنجره» به کارگردانی و تهیه کنندگی مصطفی ساروقی در سال ۱۴۰۰ آمادهٔ نمایش شد. این مستند اولین فیلمی است که دربارهٔ سیدعلی صالحی ساخته شده‌است. در این فیلم سیدعلی صالحی به تعریف وقایع زندگی خود می‌پردازد و اشعارش به تصویر کشیده می‌شنود. سیدعلی صالحی و تعدادی از شاگردان کارگاه شعر پنج شنبه‌های او در این فیلم حضور دارند.
- بزرگداشت سیدعلی صالحی توسط انتشارات چشمه در سالن فردوسی خانه اندیشمندان علوم انسانی مورخ ۲۷ بهمن ماه ۱۴۰۲ . مستند این فیلم توسط خانه اندیشمندان ضبط و تهیه شده است.

## جایزه شعر نیما
در مراسم دومین جایزه شعر نیما که در روز پنجشنبه هشتم مهر ماه ۱۳۸۹ برگزار شد مجموعه شعر صالحی انیس آخر همین هفته می‌آید به عنوان کتاب برتر از طرف داوران انتخاب شد. وی در این مراسم شرکت نکرد و جایزه را نپذیرفت و اعلام کرد: «مردم با آبرو گرسنه‌اند، با سیلی رخسار سرخ می‌کنند. جایزه‌ها را بگذارید برای بعد. عزت مردم در اولویت است. در این شرایط شرف‌شکن، دادن و گرفتن جایزه، یعنی تأیید همین شرایط. شرم‌آور نیست؟ این بازی‌ها را بگذارید برای بعد. شجاعتِ اخلاقی حکم می‌کند اندکی هشیار باشیم و تحلیل درستی از شرایط به دست دهیم. سلامت جامعه فرهنگی برای امثال من یک اصل خلل‌ناپذیر است. به شدت نگران از کف رفتن این سلامت هستم. می‌ترسم فشارهای مضاعف اقتصادی، فقر و تهی‌دستی. عالی‌ترین میراث این مردم یعنی فرهنگ و معرفت ملی را نابود کند. گاهی نشانه‌هایی می‌بینم که تن‌ام می‌لرزد. انسان ایرانی اهل این همه دروغ نبوده‌است.»

## جایزهجشنواره گلاویژ
در بیست و یکمین جشنواره ادبی گلاویژ، جایزه طلایی اقلیم کردستان به سید علی صالحی داده شد. این جشنواره در روزهای ۱۶، ۱۷ و ۱۸ فروردین ۱۳۹۷ برگزار گردید. سیدعلی صالحی که در این مراسم حضور نداشت، پیامی به این جشنواره فرستاد که متن آن به شرح زیر است:
«اراده پرقدرت و مقاومتِ بی‌شکست، قرارِ انسان، جوهره هستی است، این ایمانِ من است: «انسان پیروز است!» هم از این راه … من آیینِ شعرِ مقاومت را از روح و زبانِ سلسله جبالِ زاگرس آموخته‌ام، زاگرسِ زوالْ‌ناپذیر، میهن من و شیر کو بی‌کس است؛ و این ما، همه‌ی ما … اهلِ قلم مستقل هستیم که مرتب میراثِ مشترک و یگانه انسان را به یاد انسان می‌آوریم، انسانِ مبارز، انسانِ آزادی‌خواه، انسانِ کلمه، انسانِ پیروز…!
و انسان پیروز است، این ایمان من است. یک لحظه به یاد می‌آورم، دهه شصت خورشیدی، کوچ اجباریِ قبیله انسان، خیل عظیم خستگان پیاده به جانبِ ایرانِ خود می‌آمدند. من می‌گریستم و کاری از کلمه ساخته نبود، فقط با خود گفتم: ممکن است یک روز، یک کُرد رئیس‌جمهوری عراق شود!؟ رؤیایی که برای خودم نیز غیرقابل باور بود، تا آن روز بزرگ که مام جلال رُخ به رُخ جهان گفت: «من رئیس جمهورِ همه عراق هستم!»
شگفتا … شاعران نباید رؤیاهای خود را دستِ کم بگیرند! ایام به شادی و آزادی برای آدمیْ‌زادی، ما بُردیم، کلمه بُرد، شعر بُرد، یعنی انسان بُرد، و انسان در هر شرایطی، بر هر شرایطی پیروز است.
سیدعلی صالحی
نوروز ۱۳۹۷ ـ تهران»

## نمونه اشعار
آیا مایلید با من تا پیچ همین کوچه بیایید
از سایه‌سارِ سُکوت بگذرید
دمی، دقیقه‌ای لااقل عواقبِ آفتاب را تجربه کنید؟
می‌گویند آنجا عواقبِ آفتاب را در آوازهای آینه دیده‌اند.
آیا مایلید با من میان این همه همهمه
دمی، دقیقه‌ای لااقل از بوی بوسه یا باران سخن بگویید؟
می‌گویند در این دقایقِ دانا
آدمی از علاقه به آدمی، آوازهای آینه را می‌فهمد.
پس چرا گاهی اوقات
حتی سلام و ستاره یا کبوتر و کلمه را کتمان می‌کنیم؟
به یاد آورید که آدمی از علاقه به آدمی
آوازهای آینه را می‌فهمد
عواقب آفتاب را می‌فهمد
و حتی سایه‌سارِ سکوت را …!
با این حال، نه سایه‌سارِ سکوت،
نه عواقبِ آفتاب، نه آوازهای آینه،
حالا من فقط دلواپسِ خوابِ همان غنچهٔ کوچکم
که شما دعایِ شبنمِ لرزانش را
بر گلبرگِ ساکتِ شبانه شنیده‌اید.
سیدعلی صالحی
سفر بخیر مسافر غمگین پاییز پنجاه و هشت
انتشارات محیط/ ۱۳۷۶